# Udo Reinhold Jeck
Udo Reinhold Jeck (* 1952) ist ein deutscher Philosoph.

## Leben
Ab 1983 studierte er an der Ruhr-Universität Bochum Philosophie, Kunstgeschichte, Neugermanistik, allgemeine und vergleichende Sprachwissenschaft (Indogermanistik), neugriechische und byzantinische Philologie und Evangelische Theologie (Magister Artium in Philosophie 1990). Nach der Promotion 1992 in Philosophie war er von 1992 bis 1997 wissenschaftlicher Mitarbeiter am Corpus Philosophorum Teutonicorum Medii Aevi. Nach der Habilitation 2002 im Fach Philosophie an der Fakultät für Philosophie, Pädagogik und Publizistik der Ruhr-Universität Bochum wurde er 2008 außerplanmäßiger Professor für Philosophie an der Fakultät für Philosophie, Pädagogik und Publizistik der Ruhr-Universität Bochum. 2008 lehrte er als Gastprofessor an der Universität Lüneburg. 2009 wurde er Professor of Philosophy and Social Sciences an der Grigol-Robakidse-Universität. 2013 	wurde er Professor für Wissenschaftliche Denk- und Arbeitsmethoden (Propädeutik) an der EFH Bochum. 2014 wurde er Director of the Foreign Department of the Archive of Caucasian Philosophy and Theology die Neue Georgische Universität, 2017 Professor für christliche Philosophie ebendort.

## Schriften (Auswahl)
- Aristoteles contra Augustinum. Zur Frage nach dem Verhältnis von Zeit und Seele bei den antiken Aristoteleskommentatoren, im arabischen Aristotelismus und im 13. Jahrhundert Amsterdam 1994, ISBN 90-6032-339-4.
- Platonica orientalia. Aufdeckung einer philosophischen Tradition. Frankfurt am Main 2004, ISBN 3-465-03361-2.
- Erläuterungen zur georgischen Philosophie. Tiflis 2010, ISBN 978-9941-416-36-1.
- mit Christoph Jamme (Hrsg.): Natur und Geist. Die Philosophie entdeckt das Gehirn. München 2013, ISBN 978-3-7705-5451-5.